# Seohu-myeon
Seohu-myeon (koreanska: 서후면) är en socken i kommunen Andong i provinsen Norra Gyeongsang i den centrala delen av Sydkorea, 180 km sydost om huvudstaden Seoul.